# ダニー・ヤング (1994年生の投手)
- ダニエル・ヤング

ダニー・アレクサンダー・ヤング（Danny Alexander Young, 1994年5月27日 - ）は、アメリカ合衆国フロリダ州パームビーチ郡ボイントンビーチ出身のプロ野球選手。左投左打。MLBのニューヨーク・メッツ所属。

## 経歴

### プロ入りとブルージェイズ傘下時代
2015年のMLBドラフト8巡目（全体242位）でトロント・ブルージェイズから指名され、プロ入り。契約後、傘下のA-級バンクーバー・カナディアンズでプロデビュー。15試合（先発1試合）に登板して1勝1敗、防御率6.33、8奪三振を記録した。
2016年はA級ランシング・ラグナッツでプレーし、21試合に登板して2勝1敗、防御率2.70、18奪三振を記録した。
2017年はA+級ダニーデン・ブルージェイズとAA級ニューハンプシャー・フィッシャーキャッツでプレーし、2球団合計で47試合に登板して4勝1敗4セーブ、防御率3.00、50奪三振を記録した。オフにはアリゾナ・フォールリーグに参加し、ピオリア・ハベリーナズに所属した。
2018年はAA級ニューハンプシャーでプレーし、40試合に登板して2勝0敗2セーブ、防御率4.13、48奪三振を記録した。
2019年はAA級ニューハンプシャーとAAA級バッファロー・バイソンズでプレーし、2球団合計で38試合に登板して1勝2敗3セーブ、防御率2.76、42奪三振を記録した。

### インディアンス傘下時代
2019年12月12日にルール・ファイブ・ドラフト（マイナーリーグ・フェイズ）でクリーブランド・インディアンスから指名され、移籍した。
2020年は新型コロナウイルスの影響でマイナーリーグの試合が開催されなかったため、公式戦の登板は無かった。
2021年は傘下のAAA級コロンバス・クリッパーズでプレーし、40試合に登板して2勝2敗、防御率4.47、58奪三振を記録した。オフの11月7日にFAとなった。

### マリナーズ時代
2022年2月9日にシアトル・マリナーズとマイナー契約を結んだ。シーズンでは開幕を傘下のAAA級タコマ・レイニアーズで迎えた。5月5日にメジャー契約を結んでアクティブ・ロースター入りし、9日のフィラデルフィア・フィリーズ戦でメジャーデビュー。8月1日にDFAとなった。

### ブレーブス時代
2022年8月6日にウェイバー公示を経てアトランタ・ブレーブスへ移籍した。同月15日のニューヨーク・メッツ戦に移籍後初登板を果たしたが、翌日DFAとなり、傘下AAA級グウィネット・ストライパーズに配属された。
2023年シーズン開幕は傘下AAA級グウィネットで迎えたが、4月8日にアクティブ・ロースター入りした。8試合に登板して防御率1.08という結果を残したが、5月15日の登板を最後にマイナー降格。7月19日に一旦自由契約となるも、2日後の7月21日にマイナー再契約を結んだ。しかしその後はマイナーでも登板機会がなく、オフの11月6日にFAとなった。

### メッツ時代
2024年1月12日にニューヨーク・メッツとマイナー契約を結び、メッツのスプリングトレーニングに招待選手として参加することになった。
4月28日にメジャー契約を結んでアクティブロースター入りした。

## 詳細情報

### 年度別投手成績
| 年 度    | 球 団    | 登 板 | 先 発 | 完 投 | 完 封 | 無 四 球 | 勝 利 | 敗 戦 | セ 丨 ブ | ホ 丨 ル ド | 勝 率 | 打 者 | 投 球 回 | 被 安 打 | 被 本 塁 打 | 与 四 球 | 敬 遠 | 与 死 球 | 奪 三 振 | 暴 投 | ボ 丨 ク | 失 点 | 自 責 点 | 防 御 率 | W H I P |
| -------- | -------- | ----- | ----- | ----- | ----- | -------- | ----- | ----- | -------- | ----------- | ----- | ----- | -------- | -------- | ----------- | -------- | ----- | -------- | -------- | ----- | -------- | ----- | -------- | -------- | ------- |
| 2022     | SEA      | 2     | 0     | 0     | 0     | 0        | 0     | 0     | 0        | 0           | ---   | 20    | 3.2      | 7        | 1           | 2        | 0     | 0        | 5        | 0     | 0        | 3     | 3        | 7.36     | 2.45    |
| 2022     | ATL      | 1     | 0     | 0     | 0     | 0        | 0     | 0     | 0        | 0           | ----  | 12    | 2.2      | 4        | 0           | 0        | 0     | 0        | 1        | 0     | 0        | 0     | 0        | 0.00     | 1.50    |
| '22計    | ATL      | 3     | 0     | 0     | 0     | 0        | 0     | 0     | 0        | 0           | ----  | 32    | 6.1      | 11       | 1           | 2        | 0     | 0        | 6        | 0     | 0        | 3     | 3        | 4.26     | 2.05    |
| 2023     | ATL      | 8     | 0     | 0     | 0     | 0        | 0     | 0     | 0        | 0           | ----  | 35    | 8.1      | 7        | 0           | 2        | 0     | 3        | 11       | 0     | 0        | 1     | 1        | 1.08     | 1.08    |
| MLB：2年 | MLB：2年 | 11    | 0     | 0     | 0     | 0        | 0     | 0     | 0        | 0           | ----  | 67    | 14.2     | 18       | 1           | 4        | 0     | 3        | 17       | 0     | 0        | 4     | 4        | 2.45     | 1.50    |

- 2023年度シーズン終了時

### 背番号
- 81 （2022年 - 同年途中、2024年 - ）
- 63 （2022年8月15日）
- 65 （2023年）